# Joe Simpson (ishockeyspelare)
Harold Edward Joseph "Bullet Joe" Simpson, född 13 augusti 1893 i Selkirk, Manitoba, död 25 december 1973, var en kanadensisk professionell ishockeyspelare och ishockeytränare. Det var hans snabbhet på skridskorna och kvicka rusher längst upp med isen som gav honom smeknamnet "Bullet Joe".
Joe Simpson vann Allan Cup med Winnipeg 61st Battalion 1916. Simpson spelade för Edmonton Eskimos i Western Canada Hockey League åren 1921–1925 samt för New York Americans i NHL åren 1925–1931. Från 1932 till 1935 var han tränare för New York Americans.
Simpson valdes in i Hockey Hall of Fame 1963.

## Statistik

### Spelare
Ma. = Matcher, M = Mål, A = Assists, P = Poäng, Utv. = Utvisningsminuter

MHL-Sr. = Manitoba Hockey League, WHL Jr. = Winnipeg Junior Hockey League, Can-Am = Canadian-American Hockey League, AHA = American Hockey Association
| Säsong      | Lag                     | Liga         |     | Grundserie | Grundserie | Grundserie | Grundserie | Grundserie |   | Slutspel | Slutspel | Slutspel | Slutspel | Slutspel |
| Säsong      | Lag                     | Liga         | Ma. | M          | A          | P          | Utv.       | Ma.        | M | A        | P        | Utv.     |          |          |
| 1912–13     | Winnipeg Strathconas    | MHL-Sr.      |     |            |            |            |            | 2          | 0 | 0        | 0        | 0        |          |          |
| 1913–14     | Selkirk Fishermen       | WHL Jr.      | 11  | 12         | 0          | 12         |            |            |   |          |          |          |          |          |
| 1914–15     | Winnipeg Victorias      | MHL-Sr.      | 8   | 8          | 2          | 10         | 16         |            |   |          |          |          |          |          |
| 1915–16     | Winnipeg 61st Batallion | MHL-Sr.      | 8   | 9          | 2          | 11         | 24         | 2          | 1 | 0        | 1        | 4        |          |          |
|             |                         | Allan Cup    |     |            |            |            |            | 5          | 4 | 2        | 6        | 2        |          |          |
| 1918–19     | Selkirk Fishermen       | MHL-Sr.      | 4   | 0          | 0          | 0          | 0          | 4          | 3 | 2        | 5        | 2        |          |          |
| 1919–20     | Selkirk Fishermen       | MHL-Sr.      | 10  | 19         | 4          | 23         | 6          |            |   |          |          |          |          |          |
| 1920–21     | Edmonton Eskimos        | Big-4 League | 15  | 2          | 6          | 8          | 21         |            |   |          |          |          |          |          |
| 1921–22     | Edmonton Eskimos        | WCHL         | 25  | 21         | 12         | 33         | 15         | 2          | 1 | 0        | 1        | 2        |          |          |
| 1922–23     | Edmonton Eskimos        | WCHL         | 30  | 15         | 14         | 29         | 6          | 2          | 0 | 0        | 0        | 0        |          |          |
|             |                         | Stanley Cup  |     |            |            |            |            | 2          | 0 | 1        | 1        | 0        |          |          |
| 1923–24     | Edmonton Eskimos        | WCHL         | 30  | 10         | 4          | 14         | 6          |            |   |          |          |          |          |          |
| 1924–25     | Edmonton Eskimos        | WCHL         | 28  | 11         | 12         | 23         | 16         |            |   |          |          |          |          |          |
| 1925–26     | New York Americans      | NHL          | 32  | 2          | 2          | 4          | 2          |            |   |          |          |          |          |          |
| 1926–27     | New York Americans      | NHL          | 43  | 4          | 2          | 6          | 39         |            |   |          |          |          |          |          |
| 1927–28     | New York Americans      | NHL          | 24  | 2          | 0          | 2          | 32         |            |   |          |          |          |          |          |
| 1928–29     | New York Americans      | NHL          | 43  | 3          | 2          | 5          | 29         | 2          | 0 | 0        | 0        | 0        |          |          |
| 1929–30     | New York Americans      | NHL          | 44  | 8          | 13         | 21         | 41         |            |   |          |          |          |          |          |
| 1930–31     | New York Americans      | NHL          | 42  | 2          | 0          | 2          | 13         |            |   |          |          |          |          |          |
| 1931–32     | New Haven Eagles        | Can-Am       |     |            |            |            |            |            |   |          |          |          |          |          |
| 1932–33     | Windsor Bulldogs        | IHL          | –   | 1          | 0          | 1          | 2          |            |   |          |          |          |          |          |
| 1932–33     | Quebec Castors          | Can-Am       | 1   | 0          | 0          | 0          | 0          |            |   |          |          |          |          |          |
| 1937–38     | Minneapolis Millers     | AHA          | 1   | 0          | 0          | 0          | 0          |            |   |          |          |          |          |          |
| NHL totalt  | NHL totalt              | NHL totalt   | 228 | 21         | 19         | 40         | 156        | 2          | 0 | 0        | 0        | 0        |          |          |
| WCHL totalt | WCHL totalt             | WCHL totalt  | 113 | 57         | 42         | 99         | 43         | 4          | 1 | 0        | 1        | 2        |          |          |

### Tränare
M = Matcher, V = Vinster, F = Förluster, O = Oavgjorda, P = Poäng
| Lag                | Säsong  | Grundserie | Grundserie | Grundserie | Grundserie | Grundserie | Grundserie          | Slutspel            |
| Lag                | Säsong  | M          | V          | F          | O          | P          | Resultat            | Resultat            |
| ------------------ | ------- | ---------- | ---------- | ---------- | ---------- | ---------- | ------------------- | ------------------- |
| New York Americans | 1932–33 | 48         | 15         | 22         | 11         | 41         | 4:a i Canadian Div. | Förlust i semifinal |
| New York Americans | 1933–34 | 48         | 15         | 23         | 10         | 40         | 4:a i Canadian Div. | Förlust i semifinal |
| New York Americans | 1934–45 | 48         | 12         | 27         | 9          | 33         | 4:a i Canadian Div. | Förlust i semifinal |
| Totalt             | Totalt  | 144        | 42         | 72         | 30         | 114        |                     |                     |